# La Sireneta
|  | Per a altres significats, vegeu «La Sireneta (desambiguació)». |

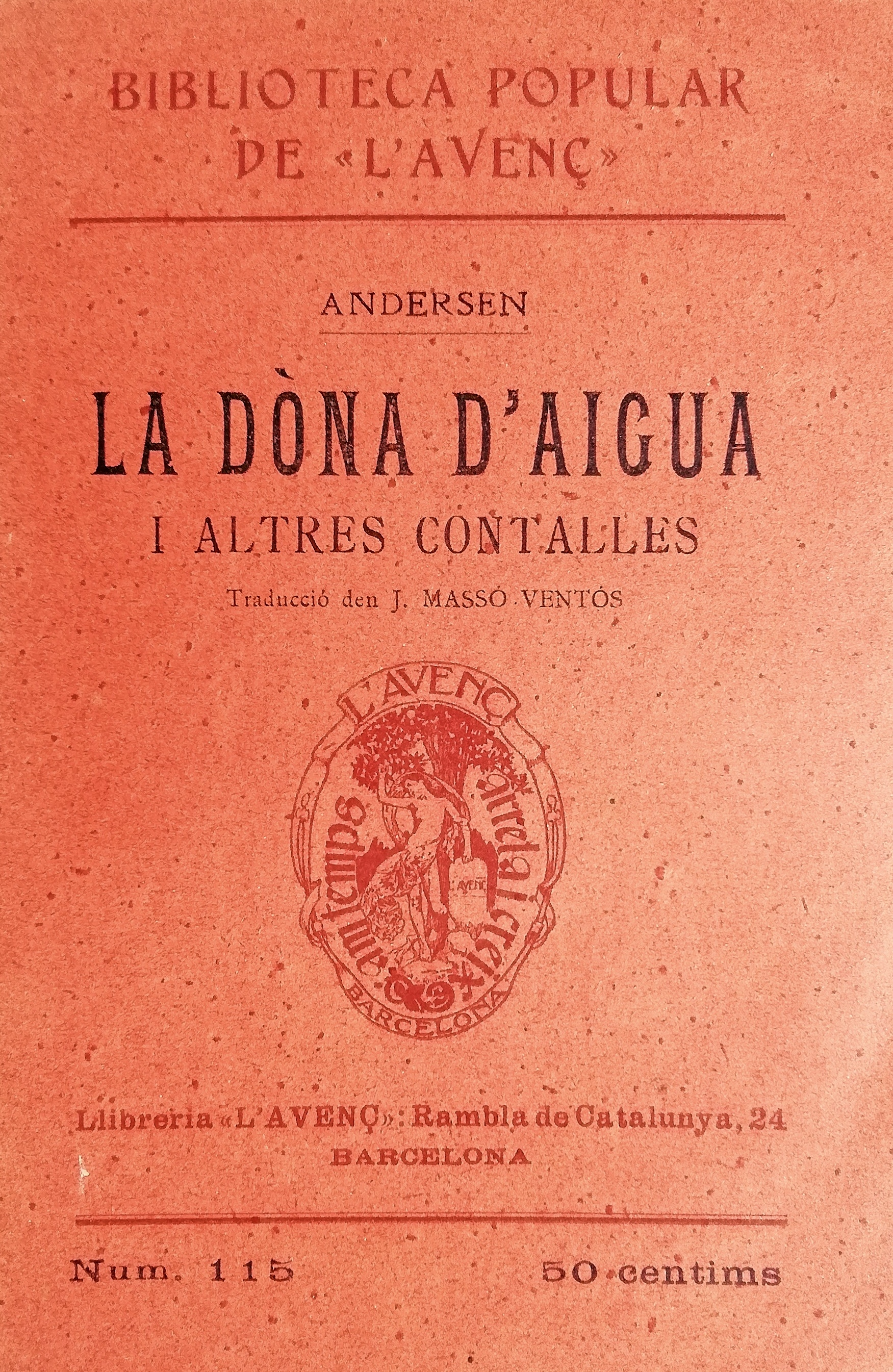
La Dona d'Aigua (o La Sireneta) en una traducció catalana publicada l'any 1911 a Barcelona dins la col·lecció Biblioteca Popular de L'Avenç

La Sireneta o La sireneta de la mar (en danès Den lille Havfrue) és un conte popular anònim protagonitzat per una sirena que ha passat de generació en generació per transmissió oral. La versió que es coneix actualment prové sobretot d'una recopilació de relats tradicionals europeus de l'escriptor danès Hans Christian Andersen.
El conte versionat per Andersen fou publicat per primera vegada el 1837 i des de llavors se n'han fet nombroses adaptacions literàries i traduccions, com La Dona d'Aigua l'any 1911, La donzelleta de la mar de Mercè Llimona o La veu de la sirena de Carme Riera, i en altres mitjans, incloent teatre musical i pel·lícules de dibuixos animats.
Encara que l'autor va néixer a Odense, la seva ciutat d'adopció va ser Copenhaguen i aquesta ciutat va erigir la famosa estàtua de La Sireneta a l'entrada del port de la ciutat. De bronze fos i mida natural, reflecteix el gust danès per les línies i formes simples. L'estàtua ha estat objecte de vandalisme en moltes ocasions.

## Argument del conte
Quan la sireneta va tenir l'edat necessària, 16 anys, per pujar fins a la superfície, en una de les seves incursions va salvar la vida d'un príncep a punt d'ofegar-se en el mar, i en quedà profundament enamorada. Però encara que la noia se sacrifica innombrables vegades, una d'aquestes pactarà amb una bruixa malvada del mar a perdre la seva veu a canvi de la transformació d'un cos humà amb dues cames humanes, tot i que el príncep s'enamora d'una altra dona, que és una altra princesa d'un altre regne llunyà. Llavors la sireneta tindrà l'oportunitat de tornar a recuperar la seva vida sota la mar, matant el príncep, però com que per a això ha de fer mal i matar al seu estimat príncep, prefereix sacrificar-se per ell. Quan la sireneta pensa que ja s'acosta la seva fi, vénen i apareixen unes fades bones i la porten a viure al cel amb elles.